# Schneidkluppe

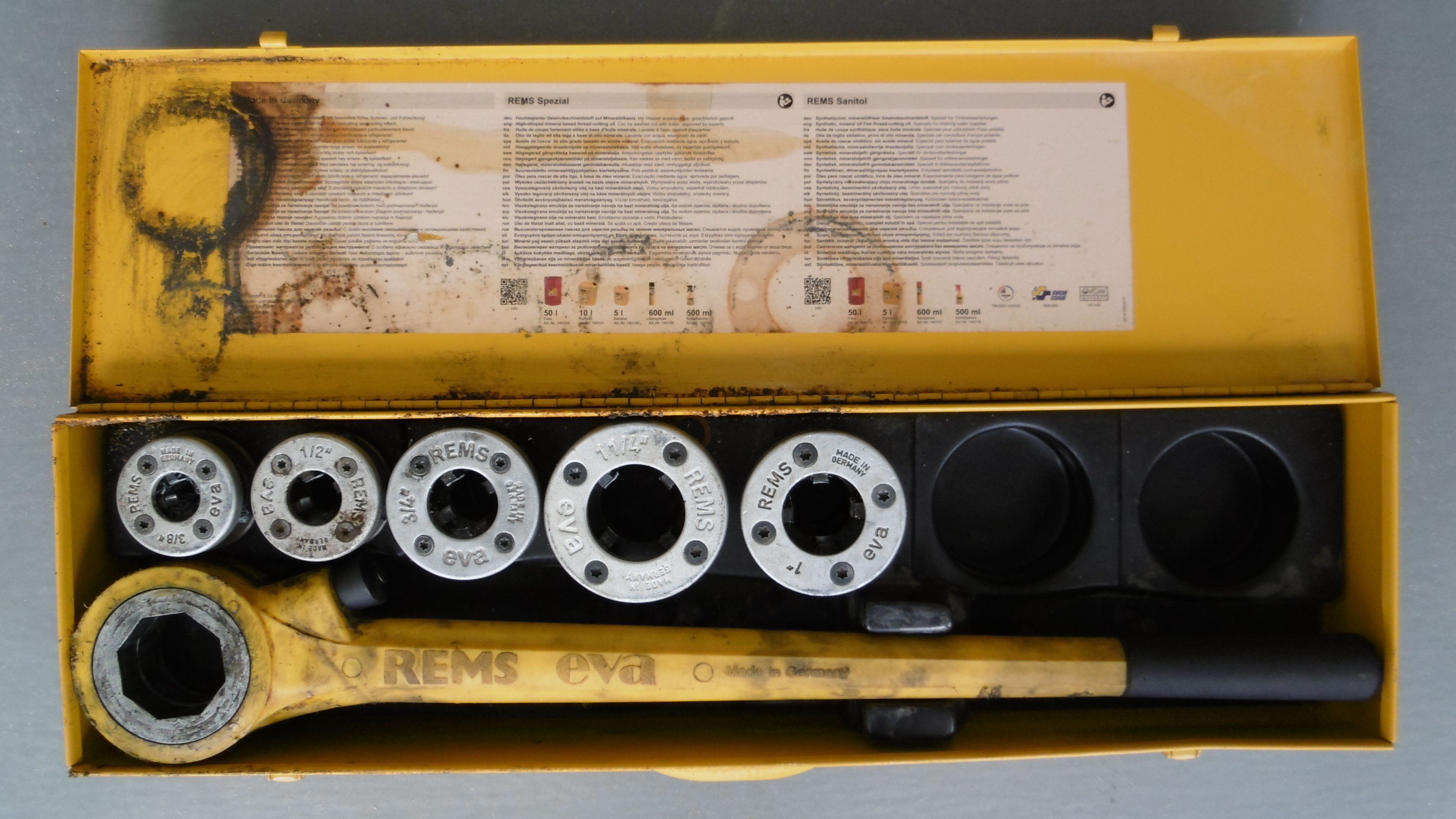
Schneidkluppe

Eine Schneidkluppe, Gewindeschneidkluppe, früher auch Gasrohrkluppe, oder kurz Kluppe ist ein Gewindeschneider, der zum Herstellen von Außengewinden an Rohrleitungen in der Sanitär-, Heizungs- und Klimatechnik dient.

## Withworth-Gewinde
In der Regel werden in Deutschland konische Whitworth-Gewinde auf mittelschwere und schwere Gewinderohre nach DIN EN 10255 (früher DIN 2440, 2441 und 2442) geschnitten, die bis zur Größe von 6 Zoll (DN 150) erhältlich sind. Ab einer Größe von 2 Zoll werden bevorzugt Flanschverbindungen eingesetzt.

## Dünnwandige Rohre
Die dünnwandigen „Siederohre“ nach DIN EN 10220 bzw. DIN EN 10216 und die modernen „Präzisionsstahlrohre“ nach DIN EN 10305-1 bis -4 (ehemals DIN 1630, 2391, 2393, 2394 und 2445-2) eignen sich nicht für Gewindeverbindungen.

## Manuelle Schneidkluppe

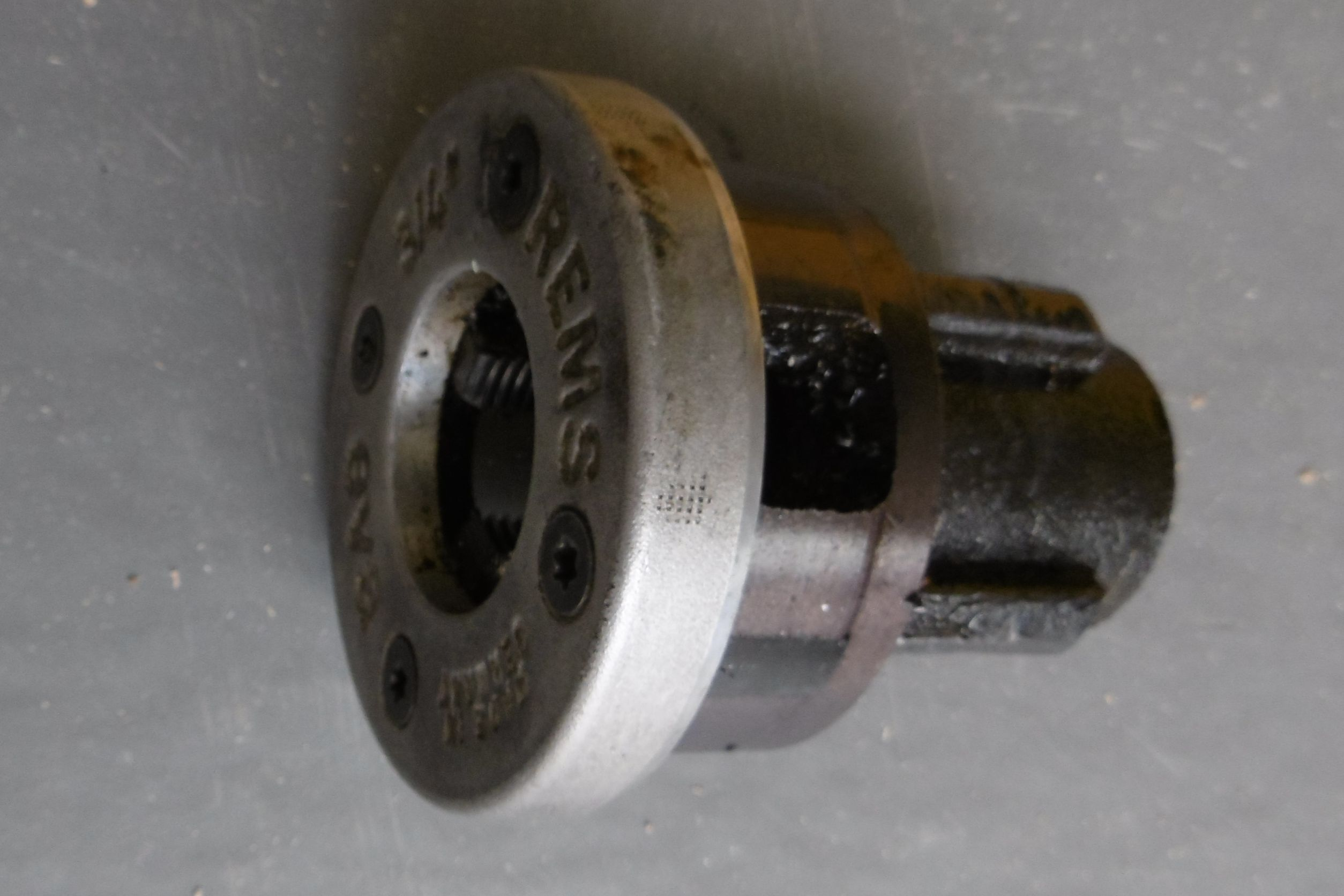
Einsatz für Schneidkluppe, 3/4 Zoll

Beim Schneiden großer Gewinde wird das Rohr zum Gegenhalten in einem Rohrschraubstock gespannt. Manuelle Schneidkluppen bestehen aus einem etwa 60 Zentimeter langen Handhebel, an dessen Ende der Aufnahmering für die eigentliche Schneidkluppe sitzt. In diesen Ring wird die passende Schneidkluppe eingesetzt. Sie besteht aus hochlegiertem HSS-Schneidstahl mit drei Schneidbacken für kleine Gewinde und mehreren Schneidbacken für größere Gewinde. Dieser Einsatz wird vom äußeren Aufnahmering über einen Ratschenmechanismus angetrieben. Dadurch kann der Hebel in einem gewissen Winkelbereich hin- und herbewegt werden, so dass die Schneidkluppe auch an engen Stellen benutzt werden kann, beispielsweise an der Wand oder in einer Mauerecke.
Einsätze gibt es im Set meist für 1/4-, 3/8-, 1/2-, 3/4-, 1-, 1 1/4-, 1 1/2- und 2-Zoll-Whitworth-Gewinde.

## Schneidöl
Beim Schneiden ist zum Kühlen und zur Verringerung der Reibung immer ein geeignetes Gewindeschneidöl bzw. Gewindeschneidmittel zu verwenden. Damit spart man Kraft, schont das Werkzeug und verbessert die Gewinde-Oberfläche. Je nach Anwendung unterscheidet man hochlegierte mineralische mit Wasser abwaschbare Öle oder für den Trinkwasserbereich synthetische Altöl-freie Öle.

## Elektrische Schneidkluppe
Elektrisch angetriebene Schneidkluppen verringern den körperlichen Kraftaufwand und beschleunigen den Schneidvorgang.

## Historische Schneidkluppe

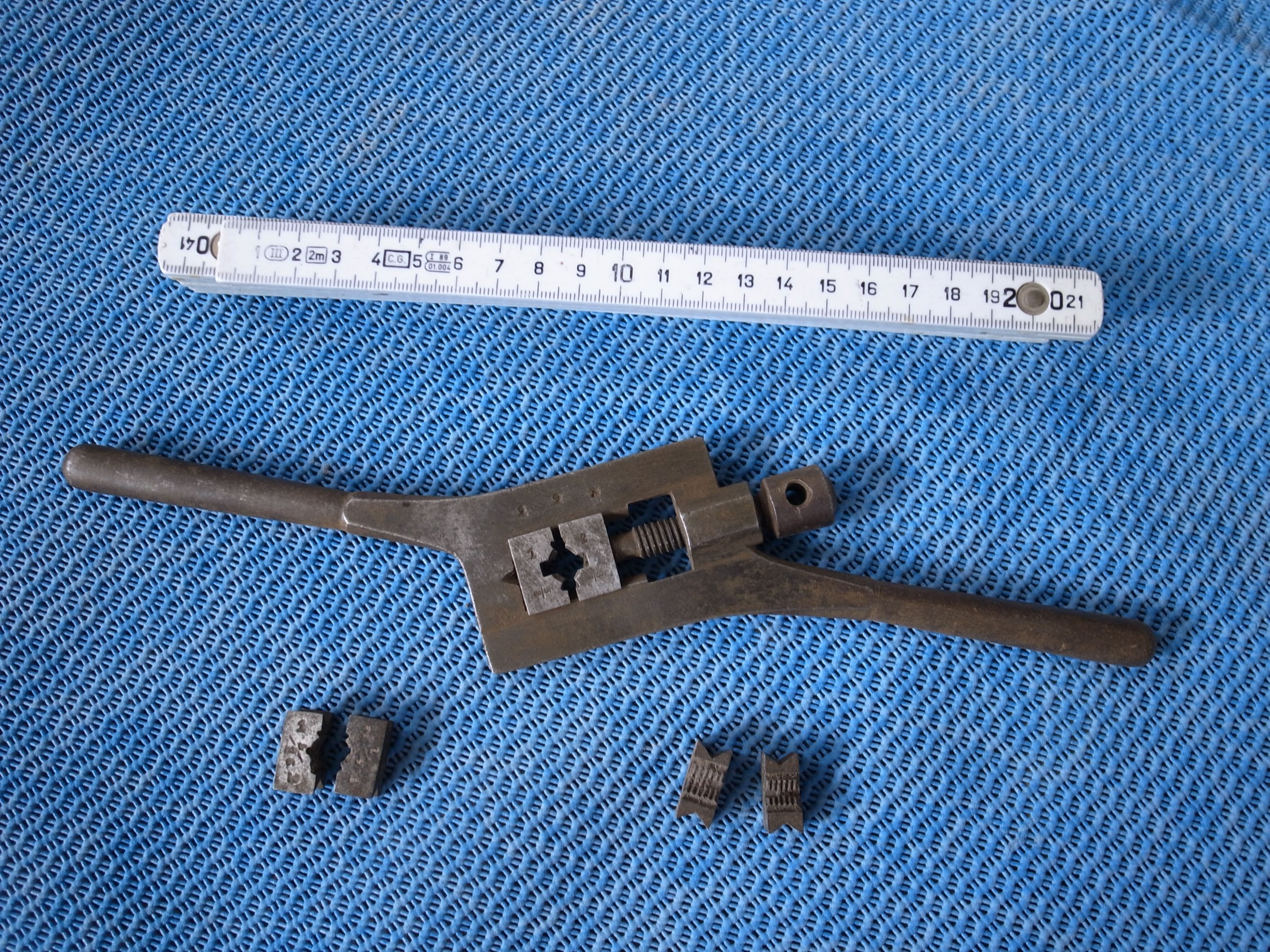
Schneidkluppe für Whitworth-Gewinde (ca. 1925)